# Вука (община)
Вука (хорв. Vuka) — община и населённый пункт в Хорватии.
Община Вука находится в восточной части Хорватии в Осиецко-Бараньской жупании.

## География
В состав общины входят следующие населённые пункты (данные о населении на 2011 год):
- Вука — 945 чел.
- Храстовац — 173 чел.
- Липовац-Храстински — 82 чел.

## Демография
Население общины составляет 1 200 человек по переписи 2011 года. Национальный состав выглядит следующим образом :
- 97,17 % хорваты
- 1,33 % сербы
- 0,92 % словаки

## Достопримечательности
- Католическая церковь Святого Иосифа

## Известные уроженцы
- Катарина Матанович-Куленович (1913—2003) — первая женщина-пилот и парашютистка Хорватии